# الصبار (مناخة)

تعديل مصدري - تعديل

الصبار هي إحدى قرى عزلة لهاب بمديرية مناخة التابعة لمحافظة صنعاء، بلغ تعداد سكانها 214 نسمة حسب تعداد اليمن لعام 2004.